# Shirley Hufstedler
Shirley Ann Mount Hufstedler (Denver, 24 agosto 1925 – Glendale, 30 marzo 2016) è stata una politica statunitense, 1ª segretaria dell'Istruzione durante la presidenza Carter dal 1979 al 1981.

## Biografia
Shirley Ann Mount Hufstedler è nata a Denver, in Colorado. La famiglia della madre emigrò dalla Germania negli Stati Uniti e fu pioniera nel Missouri. Il padre lavorava nell'edilizia e durante la Grande depressione la famiglia dovette trasferirsi frequentemente per poter trovare lavoro. Di conseguenza, lei ha cambiato frequentemente scuola e si è trasferita in città a partire dalla seconda elementare. Da bambina ha vissuto in Nuovo Messico, Montana, California e Wyoming. Hufstedler ha conseguito un Bachelor of Business Administration nel 1945 presso l'Università del New Mexico e un Bachelor of Laws nel 1949 presso la Stanford Law School.
I primi tentativi di iniziare la carriera legale dopo la laurea si sono rivelati difficili. La sua classe di laurea presso la facoltà di giurisprudenza includeva solo due donne dopo che altre tre si erano ritirate, e sebbene si sia laureata al primo posto della sua classe, era pur sempre una donna in una professione dominata dagli uomini. Ha quindi lottato per trovare opportunità di lavoro.  Ha iniziato a scrivere riassunti per altri avvocati e ha assunto altri compiti simili. Alla fine, nel 1951, aprì il proprio ufficio a Los Angeles.
Da lì riuscì a raggiungere l'ufficio del procuratore generale. È stata consulente legale speciale del procuratore generale della California nel complesso contenzioso sul fiume Colorado dinanzi alla Corte Suprema degli Stati Uniti dal 1960 al 1961. Nel 1961 è stata nominata giudice della Corte superiore della contea di Los Angeles  dal governatore Pat Brown.  Una posizione per la quale fu eletta nel 1962 come democratica. Al momento in cui è stata nominata alla Corte Superiore della contea di Los Angeles, era l'unica donna in un gruppo di 119 uomini.  Nel 1966 fu nominata Giudice Associato della Corte d'Appello della California.
Nel 1979, Shirley Hufstedler fu una delle protagoniste della raccolta di figurine collezionabili Supersisters, che aveva l'obiettivo di proporre modelli femminili di successo in campo politico, sportivo, sociale e culturale.
Morì all'età di 90 anni il 30 marzo 2016 a seguito di una malattia cerebrovascolare.

## Vita privata
È stata sposata con Seth Hufstedler, che ha conosciuto presso la facoltà di legge in cui studiava, dal 1949 fino alla morte di lei. Dal loro matrimonio nacque un figlio, Steve.

## Riconoscimenti
Ha ricevuto quasi 20 lauree honoris causa da università americane.